# Tipulimnoea woodhilli
Tipulimnoea woodhilli är en tvåvingeart som först beskrevs av Alexander 1951.  Tipulimnoea woodhilli ingår i släktet Tipulimnoea och familjen småharkrankar. Inga underarter finns listade i Catalogue of Life.